# Xenoplatyura lata
Xenoplatyura lata är en tvåvingeart som beskrevs av Cao och Xu 2007. Xenoplatyura lata ingår i släktet Xenoplatyura och familjen platthornsmyggor. Inga underarter finns listade i Catalogue of Life.